# Кеннет Гарлан
Кеннет Деніел Гарлан (англ. Kenneth Harlan; 26 липня 1895, Бостон, Массачусетс, США — 6 березня 1967, Сакраменто, Каліфорнія, США) — американський актор, зірка епохи німого кіно.

## Біографія
Його мати була акторкою. Освіту здобув у Фордгемському університеті.
З семи років почав виступати на сцені, на початку грав у водевілях. У 1916 році брав участь у тривалому турне з трупою танцюристів.
1917 року дебютував у кіно. Його кар'єра тривала 25 років, за цей час Кеннет Гарлан знявся у близько 200 повнометражних кінофільмів і серіалів.
Амплуа — герой-коханець, романтичний герой, авантюрист. Майстер драми та комедії написав сценарії для кількох вестернів. Після появи звукового кіно, грав, переважно, другорядні ролі.
Був одружений 9 разів, у тому числі з Марі Прево (1924 −1929).
Похований на цвинтарі Голлівуд-Форевер.

## Вибрана фільмографія
- 1920 — Небезпечний бізнес
- 1920 — Покарання
- 1921 — Мамині справи
- 1921 — Місце жінки
- 1921 — Уроки кохання / Lessons in Love
- 1922 — Дурощі Поллі
- 1922 — Примітивний коханець
- 1922 — Я — закон
- 1923 — Вірджинець
- 1923 — Зламане крило
- 1923 — Іст-сайд - Вест-сайд
- 1923 — Квітневі дощі
- 1925 — Навчитися любити
- 1930 — Райський острів